# 加計呂麻島
28°07′29″N 129°14′41″E / 28.12472°N 129.24472°E
加計呂麻島（日语：／ Kakeroma-jima、琉球語：／ ）是奄美群島中的一個島嶼，位於奄美大島南側約一公里，面積77.2平方公里。行政區屬於鹿兒島縣瀨戶內町。
島上的薩川灣在二次大戰期間曾為大和號戰艦和武藏號戰艦等聯合艦隊的停泊港。

## 交通
島上東部的生間、中央的瀨相和奄美大島的古仁屋間有定期渡輪往來，或是可在古仁屋搭乘水上計乘車抵達。
島上也有巴士會依據渡輪班次發車，連結生間、瀨相等島上各聚落。
由於與奄美大島最近處不到一公里，曾有建設連結奄美大島與加計呂麻島橋樑的構想，但因兩地之間水深造成施工困難，且需提高橋面讓大型船隻可通過，造成經費需求較高，不符合通車後之效益，因此一直未興建。

## 島上出身之名人
- 朝崎郁惠：歌手

## 外部連結
- （日語） 加計呂麻島.com（页面存档备份，存于）